# نشان رسمی حکومتی
فهرست نشان حکومت شامل نماد همه ۱۹۳ کشور عضو از سازمان ملل متحد است که توسط حداقل یک عضو سازمان ملل متحد به عنوان مستقل شناخته شده است. این موارد در حال حاضر عبارتند از: آبخازیا، جمهوری دموکراتیک عرب صحرا (غربی صحرای غربی)، کوزوو، فلسطین، اوستیای جنوبی، جمهوری چین (تایوان)، جمهوری ترکیه قبرس شمالی، جزایر کوک، نیو و واتیکان.

## A

Emblem آبخاز
نشان ملی آلبانی آلبانی
نشان ملی آندورا آندورا
Coat of arms آنگولا
Coat of arms آنتیگوآ و باربودا
نشان ملی آرژانتین آرژانتین
نشان ملی ارمنستان ارمنستان
Coat of arms of جمهوری آرتساخ
نشان ملی استرالیا استرالیا
نشان ملی اتریش اتریش
نشان ملی جمهوری آذربایجان جمهوری آذربایجان

## B

Coat of arms باهاما
نشان ملی بحرین بحرین
Emblem بنگلادش
Government seal بنگلادش
Coat of arms باربادوس
نشان ملی بلاروس بلاروس
نشان ملی بلژیک بلژیک
Coat of arms بلیز
Coat of arms بنین
Emblem [[بوتان (کشور)|]]
Coat of arms بولیوی
نشان ملی بوسنی و هرزگوین بوسنی و هرزگوین
نشان ملی بوتسوانا بوتسوانا
نشان ملی برزیل برزیل
National seal برزیل
Crest برونئی
نشان ملی بلغارستان بلغارستان
Coat of arms بورکینافاسو
Coat of arms بوروندی

- Top
- 0–9
- ا
- ب
- پ
- ت
- ث
- ج
- چ
- ح
- خ
- د
- ذ
- ر
- ز
- ژ
- س
- ش
- ص
- ض
- ط
- ظ
- ع
- غ
- ف
- ق
- ک
- گ
- ل
- م
- ن
- و
- ه
- ی

## C

Royal arms کامبوج
Emblem کامرون
Coat of arms of
National Emblem کیپ ورد
Coat of arms جمهوری آفریقای مرکزی
Coat of arms چاد
نشان ملی شیلی شیلی
نشان ملی جمهوری خلق چین چین
Coat of arms کلمبیا
Seal of the اتحاد قمر
Emblem of the جمهوری دموکراتیک کنگو
Coat of arms of the جمهوری کنگو
Coat of arms کاستاریکا
Coat of arms ساحل عاج
نشان ملی کرواسی کرواسی
Coat of arms کوبا
نشان ملی جمهوری چک of the جمهوری چک

- Top
- 0–9
- ا
- ب
- پ
- ت
- ث
- ج
- چ
- ح
- خ
- د
- ذ
- ر
- ز
- ژ
- س
- ش
- ص
- ض
- ط
- ظ
- ع
- غ
- ف
- ق
- ک
- گ
- ل
- م
- ن
- و
- ه
- ی

## D

نشان ملی دانمارک دانمارک
Emblem جیبوتی
Coat of arms دومینیکا
Coat of arms of the جمهوری دومینیکن

- Top
- 0–9
- ا
- ب
- پ
- ت
- ث
- ج
- چ
- ح
- خ
- د
- ذ
- ر
- ز
- ژ
- س
- ش
- ص
- ض
- ط
- ظ
- ع
- غ
- ف
- ق
- ک
- گ
- ل
- م
- ن
- و
- ه
- ی

## E

Coat of arms تیمور شرقی
Coat of arms اکوادور
نشان ملی مصر مصر
Emblem السالوادور
Coat of arms گینه استوایی
Emblem اریتره
نشان ملی استونی استونی
Coat of arms اسواتینی
Emblem اتیوپی

- Top
- 0–9
- ا
- ب
- پ
- ت
- ث
- ج
- چ
- ح
- خ
- د
- ذ
- ر
- ز
- ژ
- س
- ش
- ص
- ض
- ط
- ظ
- ع
- غ
- ف
- ق
- ک
- گ
- ل
- م
- ن
- و
- ه
- ی

## F

Coat of arms فیجی
نشان ملی فنلاند فنلاند
نشان ملی فرانسه فرانسه
نشان ملی فرانسه فرانسه (Unofficial, as seen on passports)
Great seal فرانسه

- Top
- 0–9
- ا
- ب
- پ
- ت
- ث
- ج
- چ
- ح
- خ
- د
- ذ
- ر
- ز
- ژ
- س
- ش
- ص
- ض
- ط
- ظ
- ع
- غ
- ف
- ق
- ک
- گ
- ل
- م
- ن
- و
- ه
- ی

## G

Coat of arms گابن
Coat of arms گامبیا
نشان ملی گرجستان گرجستان
نشان ملی آلمان آلمان
Coat of arms غنا
نشان ملی یونان یونان
Coat of arms گرنادا
Emblem گواتمالا
Coat of arms گینه
Coat of arms گینه بیسائو
Coat of arms گویان

- Top
- 0–9
- ا
- ب
- پ
- ت
- ث
- ج
- چ
- ح
- خ
- د
- ذ
- ر
- ز
- ژ
- س
- ش
- ص
- ض
- ط
- ظ
- ع
- غ
- ف
- ق
- ک
- گ
- ل
- م
- ن
- و
- ه
- ی

## H

Emblem هائیتی
Coat of arms هندوراس
نشان ملی مجارستان مجارستان

- Top
- 0–9
- ا
- ب
- پ
- ت
- ث
- ج
- چ
- ح
- خ
- د
- ذ
- ر
- ز
- ژ
- س
- ش
- ص
- ض
- ط
- ظ
- ع
- غ
- ف
- ق
- ک
- گ
- ل
- م
- ن
- و
- ه
- ی

## I

نشان ملی ایسلند
نشان ملی هند
نشان ملی اندونزی
نشان رسمی جمهوری اسلامی ایران
نشان ملی عراق
نشان ملی جمهوری ایرلند
نماد اسرائیل
نشان ملی ایتالیا
نشان ملی ساحل عاج

- Top
- 0–9
- ا
- ب
- پ
- ت
- ث
- ج
- چ
- ح
- خ
- د
- ذ
- ر
- ز
- ژ
- س
- ش
- ص
- ض
- ط
- ظ
- ع
- غ
- ف
- ق
- ک
- گ
- ل
- م
- ن
- و
- ه
- ی

## J

Coat of arms جامائیکا
Government Seal ژاپن
نشان امپراتوری ژاپن ژاپن
Privy Seal ژاپن
State Seal ژاپن
Coat of arms اردن

- Top
- 0–9
- ا
- ب
- پ
- ت
- ث
- ج
- چ
- ح
- خ
- د
- ذ
- ر
- ز
- ژ
- س
- ش
- ص
- ض
- ط
- ظ
- ع
- غ
- ف
- ق
- ک
- گ
- ل
- م
- ن
- و
- ه
- ی

## K

نشان ملی قزاقستان قزاقستان
نشان ملی کنیا کنیا
Coat of arms کیریباتی
Emblem کره شمالی
Seal کره جنوبی
نشان رسمی کره جنوبی کره جنوبی
نشان ملی کوزوو کوزوو
Emblem کویت
Emblem قرقیزستان

- Top
- 0–9
- ا
- ب
- پ
- ت
- ث
- ج
- چ
- ح
- خ
- د
- ذ
- ر
- ز
- ژ
- س
- ش
- ص
- ض
- ط
- ظ
- ع
- غ
- ف
- ق
- ک
- گ
- ل
- م
- ن
- و
- ه
- ی

## L

Emblem لائوس
نشان ملی لتونی لتونی
Coat of arms لبنان
Coat of arms لسوتو
Coat of arms لیبریا
Emblem لیبی[الف]
Greater Coat of arms لیختن‌اشتاین
نشان ملی لیتوانی لیتوانی

Some coat of arms can not be shown in galleries according to ویکی‌پدیا:محتوای غیرآزاد.
For the coat of arms of لوکزامبورگ, see here.
- Top
- 0–9
- ا
- ب
- پ
- ت
- ث
- ج
- چ
- ح
- خ
- د
- ذ
- ر
- ز
- ژ
- س
- ش
- ص
- ض
- ط
- ظ
- ع
- غ
- ف
- ق
- ک
- گ
- ل
- م
- ن
- و
- ه
- ی

## M

Emblem ماداگاسکار
Coat of arms مالاوی
Coat of arms مالزی
Emblem مالدیو
نشان ملی مالی مالی
نشان ملی مالت مالت
Seal of the جزایر مارشال
Emblem موریتانی
Coat of arms موریس
نشان ملی مکزیک مکزیک
مهر ایالات فدرال میکرونزی ایالات فدرال میکرونزی
نشان ملی مولدووا مولداوی
Coat of arms موناکو
Emblem مغولستان
Coat of arms مونته‌نگرو
Coat of arms مراکش
Emblem موزامبیک
State seal میانمار

- Top
- 0–9
- ا
- ب
- پ
- ت
- ث
- ج
- چ
- ح
- خ
- د
- ذ
- ر
- ز
- ژ
- س
- ش
- ص
- ض
- ط
- ظ
- ع
- غ
- ف
- ق
- ک
- گ
- ل
- م
- ن
- و
- ه
- ی

## N

Coat of arms نامیبیا
Emblem نپال
نشان ملی هلند of the پادشاهی هلند
Coat of arms نیوزیلند
Emblem نیکاراگوئه
Coat of arms نیجر
Coat of arms نیجریه
Emblem مقدونیه شمالی
نشان ملی قبرس of جمهوری ترک قبرس شمالی
نشان ملی نروژ نروژ

Some coat of arms can not be shown in galleries according to ویکی‌پدیا:محتوای غیرآزاد.
For the coat of arms of نائورو, see here.
- Top
- 0–9
- ا
- ب
- پ
- ت
- ث
- ج
- چ
- ح
- خ
- د
- ذ
- ر
- ز
- ژ
- س
- ش
- ص
- ض
- ط
- ظ
- ع
- غ
- ف
- ق
- ک
- گ
- ل
- م
- ن
- و
- ه
- ی

## O

National emblem عمان

- Top
- 0–9
- ا
- ب
- پ
- ت
- ث
- ج
- چ
- ح
- خ
- د
- ذ
- ر
- ز
- ژ
- س
- ش
- ص
- ض
- ط
- ظ
- ع
- غ
- ف
- ق
- ک
- گ
- ل
- م
- ن
- و
- ه
- ی

## P

نماد دولت پاکستان پاکستان
آرم فلسطین دولت فلسطین
Coat of arms پاناما
Emblem پاپوآ گینه نو
نشان ملی پاراگوئه پاراگوئه (obverse)
نشان ملی پاراگوئه پاراگوئه (reverse)
نشان ملی پرو پرو (Escudo Nacional)
نشان ملی پرو پرو (Escudo de Armas)
Coat of arms of the فیلیپین
نشان ملی لهستان لهستان
نشان ملی پرتغال پرتغال

- Top
- 0–9
- ا
- ب
- پ
- ت
- ث
- ج
- چ
- ح
- خ
- د
- ذ
- ر
- ز
- ژ
- س
- ش
- ص
- ض
- ط
- ظ
- ع
- غ
- ف
- ق
- ک
- گ
- ل
- م
- ن
- و
- ه
- ی

## Q

نشان رسمی قطر قطر

- Top
- 0–9
- ا
- ب
- پ
- ت
- ث
- ج
- چ
- ح
- خ
- د
- ذ
- ر
- ز
- ژ
- س
- ش
- ص
- ض
- ط
- ظ
- ع
- غ
- ف
- ق
- ک
- گ
- ل
- م
- ن
- و
- ه
- ی

## R

نشان ملی رومانی رومانی
نشان ملی روسیه روسیه
Emblem رواندا

- Top
- 0–9
- ا
- ب
- پ
- ت
- ث
- ج
- چ
- ح
- خ
- د
- ذ
- ر
- ز
- ژ
- س
- ش
- ص
- ض
- ط
- ظ
- ع
- غ
- ف
- ق
- ک
- گ
- ل
- م
- ن
- و
- ه
- ی

## S

نشان ملی جمهوری دموکراتیک عربی صحرا
Coat of arms سنت کیتس و نویس
Coat of arms سنت لوسیا
Coat of arms سنت وینسنت و گرنادین‌ها
Coat of arms ساموآ
نشان ملی سان مارینو سان مارینو
Coat of arms سائوتومه و پرنسیپ
Emblem عربستان سعودی
Coat of arms سنگال
نشان ملی صربستان صربستان
Coat of arms سیشل
Coat of arms سیرالئون
نشان ملی سنگاپور سنگاپور
نشان ملی اسلواکی اسلواکی
نشان ملی اسلوونی اسلوونی
Coat of arms of the جزایر سلیمان
Coat of arms سومالی
National emblem of سومالی‌لند
Coat of arms of اوستیای جنوبی
Coat of arms سودان جنوبی
نشان ملی اسپانیا اسپانیا
Emblem سری‌لانکا
Emblem سودان
Coat of arms سورینام
نشان ملی سوئد سوئد
نشان ملی سوئد سوئد
نشان ملی سوئیس سوئیس
نشان رسمی سوریه

Some coat of arms can not be shown in galleries according to ویکی‌پدیا:محتوای غیرآزاد.
For the coat of arms of آفریقای جنوبی, نشان ملی آفریقای جنوبی.
- Top
- 0–9
- ا
- ب
- پ
- ت
- ث
- ج
- چ
- ح
- خ
- د
- ذ
- ر
- ز
- ژ
- س
- ش
- ص
- ض
- ط
- ظ
- ع
- غ
- ف
- ق
- ک
- گ
- ل
- م
- ن
- و
- ه
- ی

## T

Emblem تایوان
نشان جمهوری تاجیکستان تاجیکستان
Coat of arms تانزانیا
نشان رسمی تایلند تایلند
Emblem توگو
Coat of arms تونگا
Coat of arms of ترانس‌نیستریا
Coat of arms ترینیداد و توباگو
Coat of arms تونس
نشان ملی ترکیه ترکیه
Emblem ترکمنستان
Coat of arms تووالو

- Top
- 0–9
- ا
- ب
- پ
- ت
- ث
- ج
- چ
- ح
- خ
- د
- ذ
- ر
- ز
- ژ
- س
- ش
- ص
- ض
- ط
- ظ
- ع
- غ
- ف
- ق
- ک
- گ
- ل
- م
- ن
- و
- ه
- ی

## U

Coat of arms اوگاندا
نشان ملی اوکراین اوکراین
Coat of arms of the امارات متحده عربی
نشان پادشاهی بریتانیای کبیر بریتانیا، for use in England, Wales and Northern Ireland
Coat of arms of the بریتانیا، for use in اسکاتلند
نشان بزرگ ایالات متحده آمریکا ایالات متحده آمریکا (obverse)
نشان بزرگ ایالات متحده آمریکا ایالات متحده آمریکا (reverse)
Coat of arms اروگوئه
Emblem ازبکستان

- Top
- 0–9
- ا
- ب
- پ
- ت
- ث
- ج
- چ
- ح
- خ
- د
- ذ
- ر
- ز
- ژ
- س
- ش
- ص
- ض
- ط
- ظ
- ع
- غ
- ف
- ق
- ک
- گ
- ل
- م
- ن
- و
- ه
- ی

## V

Coat of arms وانواتو
Coat of arms of the واتیکان
نشان ملی ونزوئلا ونزوئلا
نشان ملی ویتنام ویتنام

- Top
- 0–9
- ا
- ب
- پ
- ت
- ث
- ج
- چ
- ح
- خ
- د
- ذ
- ر
- ز
- ژ
- س
- ش
- ص
- ض
- ط
- ظ
- ع
- غ
- ف
- ق
- ک
- گ
- ل
- م
- ن
- و
- ه
- ی

## Y

Coat of arms یمن

- Top
- 0–9
- ا
- ب
- پ
- ت
- ث
- ج
- چ
- ح
- خ
- د
- ذ
- ر
- ز
- ژ
- س
- ش
- ص
- ض
- ط
- ظ
- ع
- غ
- ف
- ق
- ک
- گ
- ل
- م
- ن
- و
- ه
- ی

## Z

Coat of arms زامبیا
Coat of arms زیمبابوه